# 제시카 존스 (드라마)
《제시카 존스》(영어: Jessica Jones)는 멀리사 로젠버그가 제작하고 넷플릭스에서 공개된 웹 드라마이다. 마블 코믹스의 동명의 만화와 그 주인공을 기반으로 했으며, 마블 시네마틱 유니버스에 속하는 작품이다.

## 시놉시스
제시카 존스는 초인 사립탐정이다. 우연한 계기로 초능력을 얻었고, 잠깐 슈퍼히어로 활동도 했지만 곧 그만두고 방탕한 사립탐정 일을 하고 있다. 어느 날 제시카는 과거의 숙적인 세뇌 능력을 가진 범죄자 킬그레이브와 얽히게 되고, 그를 상대하기 위해 동료들과 힘을 합치게 된다.

## 출연진
- 크리스틴 리터 - 제시카 존스
- 마이크 콜터 - 루크 케이지
- 레이철 테일러 - 트리시 워커
- 윌 트러밸 - 윌 심슨
- 에린 모리아티 - 호프 슐로트먼
- 이카 다빌 - 맬컴 듀카스
- 캐리앤 모스 - 제리 호가스
- 데이비드 테넌트 - 킬그레이브
  - 제임스 프리드슨잭슨(아역)
- J. R. 라미레스 - 오스카 아로초
- 테리 첸 - 프라이스 쳉
- 리아 깁슨 - 이네즈 그린
- 재닛 맥티어 - 얼리사 존스
- 벤저민 워커 - 에릭 겔든
- 사리타 초두리 - 키스 리온
- 제러미 보브 - 그레고리 샐린저
- 티퍼니 맥 - 자야 오코니오

### 조연
- 수지 어브로마이트 - 팸
- 로빈 와이거트 - 웬디 로스
- 니콜 야네티 - 니콜
- 키런 멀케어 - 루빈
- 클라크 피터스 - 오스카 클레먼스
- 콜비 미니피 - 로빈
- 대니엘 펄랜드 - 클레어
- 질리언 글래스코 - 에마
- 라이언 패럴 - 잭슨
- 폴 프라이스 - 도널드
- 리사 에머리 - 루이즈 톰슨
- 레베카 드 모네이 - 도로시 워커
- 마이클 시베리 - 마이클 톰슨
- 핼 오잰 - 그리핀 싱클레어
- 모리 긴즈버그 - 스티븐 비노위츠
- 케빈 차콘 - 비도 아로초
- 존 벤티밀리아 - 에디 코스타
- 리사 사프스 - 루스 선데이
- 캘럼 키스 레니 - 칼 말러스
- 이든 매리쇼 - 셰인 라이백
- 레이철 매키언 - 차
- 아니시 셰스 - 질리언
- 제시카 프랜시스 듀크스 - 그레이스
- 제이미 뉴먼 - 브리애나 겔든

## 에피소드 목록

### 시즌 1
시즌 1의 모든 에피소드는 2015년 11월 20일에 공개되었다.
| 회차 | 제목                                                   | 감독                | 각본                                      | 분량 |
| ---- | ------------------------------------------------------ | ------------------- | ----------------------------------------- | ---- |
| 1    | "레이디스 나잇" "AKA Ladies Night"                     | S. J. 클라크슨      | 멜리사 로젠버그                           | 53분 |
| 2    | "크러시 증후군" "AKA Crush Syndrome"                   | S. J. 클라크슨      | 마이카 슈래프트                           | 53분 |
| 3    | "위스키란 게 있잖아" "AKA It's Called Whiskey"         | 데이비드 페트라르카 | 리즈 프리드먼, 스콧 레이놀즈              | 54분 |
| 4    | "99명의 친구들" "AKA 99 Friends"                       | 데이비드 페트라르카 | 힐리 힉스 주니어                          | 49분 |
| 5    | "샌드위치가 나를 구해줬어" "AKA The Sandwich Saved Me" | 스티븐 서직         | 다나 바라타                               | 50분 |
| 6    | "당첨되셨어요" "AKA You're a Winner!"                  | 스티븐 서직         | 에드워드 리코트                           | 54분 |
| 7    | "일급 변태" "AKA Top Shelf Perverts"                   | 사이먼 셀런 존스    | 제나 리백, 마이카 슈래프트                | 55분 |
| 8    | "제시카라면 무엇을 할까" "AKA WWJD?"                   | 사이먼 셀런 존스    | 타마라 베커윌킨슨                         | 50분 |
| 9    | "신 빈" "AKA Sin Bin"                                  | 존 달               | 제이미 킹, 다나 바라타                    | 55분 |
| 10   | "1000번의 자상" "AKA 1,000 Cuts"                       | 로즈메리 로드리게스 | 다나 바라타, 마이카 슈래프트              | 47분 |
| 11   | "나한테 파란약이 있어" "AKA I've Got the Blues"        | 우타 브리제비츠     | 스콧 레이놀즈, 리즈 프리드먼              | 51분 |
| 12   | "번호를 뽑고 기다려" "AKA Take a Bloody Number"        | 빌리 기어하트       | 힐리 힉스 주니어                          | 54분 |
| 13   | "웃어" "AKA Smile"                                     | 마이클 라이머       | 제이미 킹, 스콧 레이놀즈, 멜리사 로젠버그 | 53분 |

### 시즌 2
시즌 2의 모든 에피소드는 2018년 3월 8일에 공개되었다.
| 회차 | 제목                                                            | 감독                | 각본                         | 분량 |
| ---- | --------------------------------------------------------------- | ------------------- | ---------------------------- | ---- |
| 1    | "다시 처음부터" "AKA Start at the Beginning"                    | 아나 포르스터       | 멀리사 로젠버그              | 54분 |
| 2    | "기이한 사고" "AKA Freak Accident"                              | 밍키 스파이로       | 아이다 마샤카 크롤           | 56분 |
| 3    | "유일한 생존자" "AKA Sole Survivor"                             | 메어지 알마스       | 리사 랜돌프                  | 54분 |
| 4    | "신의 가호를" "AKA God Help the Hobo"                           | 데버라 차우         | 잭 케니                      | 50분 |
| 5    | "문어" "AKA The Octopus"                                        | 밀리센트 셸턴       | 제이미 킹                    | 52분 |
| 6    | "대면" "AKA Facetime"                                           | 제트 윌킨슨         | 라엘 터커                    | 49분 |
| 7    | "미치게 널 원해" "AKA I Want Your Cray Cray"                    | 제니퍼 게칭어       | 힐리 힉스 주니어             | 54분 |
| 8    | "우리 함께" "AKA Ain't We Got Fun"                              | 제트나 푸엔테스     | 게이브 폰세카                | 50분 |
| 9    | "그녀 안의 괴물" "AKA Shark in the Bathtub, Monster in the Bed" | 로즈메리 로드리게스 | 제니 클라인                  | 50분 |
| 10   | "또 다른 짐승들" "AKA Pork Chop"                                | 니사 하디먼         | 아이다 마샤카 크롤           | 55분 |
| 11   | "끝나지 않은" "AKA Three Lives and Counting"                    | 제니퍼 린치         | 잭 케니, 리사 랜돌프         | 49분 |
| 12   | "팻시를 위한 기도" "AKA Pray for My Patsy"                      | 리즈 프리들랜더     | 라엘 터커, 힐리 힉스 주니어  | 47분 |
| 13   | "플레이랜드" "AKA Playland"                                     | 우타 브리제비츠     | 제시 해리스, 멜리사 로젠버그 | 53분 |

### 시즌 3
시즌 3의 모든 에피소드는 2019년 6월 14일에 공개되었다.
| 회차 | 제목                                                  | 감독              | 각본                                  | 분량 |
| ---- | ----------------------------------------------------- | ----------------- | ------------------------------------- | ---- |
| 1    | "완벽한 버거" "A.K.A The Perfect Burger"              | 마이클 리먼       | 멀리사 로젠버그                       | 52분 |
| 2    | "히어로가 되어" "A.K.A You're Welcome"                | 크리스틴 리터     | 힐리 힉스 주니어                      | 55분 |
| 3    | "이중 추적" "A.K.A I Have No Spleen"                  | 앤턴 크로퍼       | 리사 랜돌프                           | 56분 |
| 4    | "비장의 무기" "A.K.A Customer Service is Standing By" | 리즐 토미         | 제이미 킹                             | 46분 |
| 5    | "그랬으면 좋았을걸" "A.K.A I Wish"                    | 메어지 알마스     | J. 홀트먼                             | 53분 |
| 6    | "미안해" "A.K.A Sorry Face"                           | 팀 야코파노       | 제시 해리스                           | 53분 |
| 7    | "더블 하프 와핀저" "A.K.A The Double Half-Wappinger"  | 래리 텡           | 낸시 원                               | 50분 |
| 8    | "카메라 전쟁" "A.K.A Camera Friendly"                 | 스티븐 서직       | 스콧 레이놀즈                         | 44분 |
| 9    | "오늘, 무언가를 했다" "A.K.A I Did Something Today"   | 제니퍼 게칭어     | 리사 랜돌프                           | 52분 |
| 10   | "히어로를 꿈꾸는 남자" "A.K.A Hero Pants"             | 샌퍼드 북스테이버 | 제이미 킹, 힐리 힉스 주니어           | 50분 |
| 11   | "폭주" "A.K.A Hellcat"                                | 제니퍼 게칭어     | 제인 에스펀슨                         | 48분 |
| 12   | "그녀의 진실" "A.K.A A Lotta Worms"                   | 세라 보이드       | 스콧 레이놀즈                         | 49분 |
| 13   | "만남과 이별" "A.K.A Everything"                      | 니사 하디먼       | 멜리사 로젠버그, 낸시 원, 리사 랜돌프 | 51분 |